# Moto Grosso Feio
Moto Grosso Feio je dvanajsti studijski album ameriškega jazzovskega saksofonista Waynea Shorterja, ki je bil posnet leta 1970, izšel pa je leta 19974 pri založbi Blue Note Records. Album vsebuje štiri nove avtorske skladbe Shorterja in priredbo skladbe »Vera Cruz« skladatelja Miltona Nascimenta.

## Sprejem
Scott Yanow je album ocenil s tremi zvezdicami od petih in v recenziji za portal AllMusic zapisal, da »ima glasba, pri kateri lahko slišimo vplive zgodnjega jazz fusiona, svoje zanimive trenutke, čeprav pogosto potuje«.

## Seznam skladb
Avtor vseh skladb je Wayne Shorter, razen kjer je posebej označeno.
| Št. | Naslov                          | Dolžina |
| --- | ------------------------------- | ------- |
| 1.  | „Moto Grosso Feio‟              | 12:30   |
| 2.  | „Montezuma‟                     | 7:53    |
| 3.  | „Antigua‟                       | 5:25    |
| 4.  | „Vera Cruz‟ (Milton Nascimento) | 5:12    |
| 5.  | „Iska‟                          | 11:22   |

## Zasedba
- Wayne Shorter – sopranski saksofon, tenorski saksofon
- John McLaughlin – 12-strunska kitara
- Chick Corea – marimba, bobni, tolkala
- Ron Carter – bas, čelo
- Dave Holland – akustična kitara, bas
- Miroslav Vitouš – bas (neimenovan na ovitku albuma, a omenjen v notranjih opombah)
- Micheline Pelzer (kot Michelin Prell) – bobni, tolkala